# Kionophyton
Kionophyton – rodzaj roślin z rodziny storczykowatych (Orchidaceae). Obejmuje 3 gatunki występujące w Ameryce Środkowej w Gwatemali i Meksyku.

## Systematyka
Rodzaj sklasyfikowany do podplemienia Spiranthinae w plemieniu Cranichideae, podrodzina storczykowe (Orchidoideae), rodzina storczykowate (Orchidaceae), rząd szparagowce (Asparagales) w obrębie roślin jednoliściennych.
Wykaz gatunków
- Kionophyton pollardianum Szlach., Rutk. & Mytnik
- Kionophyton sawyeri (Standl. & L.O.Williams) Garay
- Kionophyton seminuda (Schltr.) Garay